# Thylamys
Thylamys là một chi động vật có vú trong họ Didelphidae, bộ Didelphimorphia. Chi này được Gray miêu tả năm 1843. Loài điển hình của chi này là Didelphis elegans Waterhouse, 1839, by monotypy.

## Các loài
Chi này gồm các loài:
- Thylamys cinderella (Thomas, 1902)
- Thylamys elegans (Waterhouse, 1839)
- Thylamys karimii (Petter, 1968)
- Thylamys macrurus (Olfers, 1818)
- Thylamys pallidior (Thomas, 1902)
- Thylamys pusillus (Desmarest, 1804)
- Thylamys sponsorius (Thomas, 1921)
- Thylamys tatei (Handley, 1957)
- Thylamys velutinus (Wagner, 1842)
- Thylamys venustus (Thomas, 1902)